# NN-278
La carretera NN‑278 es una vía departamental secundaria que se encuentra en el municipio de Villa El Carmen, departamento de Managua. Con una longitud de 1.99 kilómetros, conecta la NIC-10 en la Colonia Santa Josefa con la comunidad rural de Villa El Carmen. Su construcción se llevó a cabo entre 1982 y 1983, y ha servido como una vía de conexión interna para transporte local y agrícola.

## Trazado y cruces
La siguiente tabla muestra su recorrido, localidades y principales conexiones:
| km   | Localidad            | Departamento | Conexión / Ruta |
| ---- | -------------------- | ------------ | --------------- |
| 0.0  | Colonia Santa Josefa | Managua      | NIC 10          |
| 1.99 | Apante               | Managua      |                 |